# ルイジアナ州選出のアメリカ合衆国上院議員
以下は、ルイジアナ州選出のアメリカ合衆国上院議員の一覧である。
ルイジアナ州は、1812年4月30日に連邦に加わった。同州の上院での議席は、連邦からの離脱により、1861年3月に空席とされた。1868年7月以降、再び元に戻された。

## 上院議員一覧
| 第2部 第2部の上院議員は西暦年を6で除算したときの剰余が3と等しい年が任期末である。最近では1996年, 2002年, 2008年, 2014年,2020年に改選されている。次の選挙は2026年を予定している。 | 第2部 第2部の上院議員は西暦年を6で除算したときの剰余が3と等しい年が任期末である。最近では1996年, 2002年, 2008年, 2014年,2020年に改選されている。次の選挙は2026年を予定している。 | 第2部 第2部の上院議員は西暦年を6で除算したときの剰余が3と等しい年が任期末である。最近では1996年, 2002年, 2008年, 2014年,2020年に改選されている。次の選挙は2026年を予定している。 | 第2部 第2部の上院議員は西暦年を6で除算したときの剰余が3と等しい年が任期末である。最近では1996年, 2002年, 2008年, 2014年,2020年に改選されている。次の選挙は2026年を予定している。 | 第2部 第2部の上院議員は西暦年を6で除算したときの剰余が3と等しい年が任期末である。最近では1996年, 2002年, 2008年, 2014年,2020年に改選されている。次の選挙は2026年を予定している。 | 第2部 第2部の上院議員は西暦年を6で除算したときの剰余が3と等しい年が任期末である。最近では1996年, 2002年, 2008年, 2014年,2020年に改選されている。次の選挙は2026年を予定している。 | 議会                                                                                | 第3部 第3部の上院議員は西暦年を6で除算したときの剰余が5と等しい年が任期末である。最近では1998年, 2004年,2010年,2016年に改選されている。次の選挙は2022年を予定している。 | 第3部 第3部の上院議員は西暦年を6で除算したときの剰余が5と等しい年が任期末である。最近では1998年, 2004年,2010年,2016年に改選されている。次の選挙は2022年を予定している。 | 第3部 第3部の上院議員は西暦年を6で除算したときの剰余が5と等しい年が任期末である。最近では1998年, 2004年,2010年,2016年に改選されている。次の選挙は2022年を予定している。 | 第3部 第3部の上院議員は西暦年を6で除算したときの剰余が5と等しい年が任期末である。最近では1998年, 2004年,2010年,2016年に改選されている。次の選挙は2022年を予定している。 | 第3部 第3部の上院議員は西暦年を6で除算したときの剰余が5と等しい年が任期末である。最近では1998年, 2004年,2010年,2016年に改選されている。次の選挙は2022年を予定している。 | 第3部 第3部の上院議員は西暦年を6で除算したときの剰余が5と等しい年が任期末である。最近では1998年, 2004年,2010年,2016年に改選されている。次の選挙は2022年を予定している。 |
| # | 氏名 | 所属政党 | 在職期間 | 選挙歴 | 任期 | 議会                                                                                | 任期 | 選挙歴 | 在職期間 | 所属政党 | 氏名 | # |
| 空席 | 空席 | 空席 | 1812年4月30日 – 1812年9月3日 | 連邦加盟の4か月後まで上院議員を選出せず | 1 | 12                                                                                  | 1 | 連邦加盟の4か月後まで上院議員を選出せず | 1812年4月30日 – 1812年9月3日 | 空席 | 空席 | 空席 |
| 1 | ジーン・ノエル・デストレーアン | 民主共和党 | 1812年9月3日 – 1812年10月1日 | 辞職 | 1 | 12                                                                                  | 1 | 1812年選出 | 1812年9月3日 – 1813年3月3日 | 民主共和党 | アラン・ボウイ・マグルーダー | 1 |
| 空席 | 空席 | 空席 | 1812年10月1日 – 1812年10月8日 | | 1 | 12                                                                                  | 1 | 1812年選出 | 1812年9月3日 – 1813年3月3日 | 民主共和党 | アラン・ボウイ・マグルーダー | 1 |
| 2 | トマス・ポウズィー | 民主共和党 | 1812年10月8日 – 1813年2月4日 | デストレーアンの任期を引き継ぐため任命 補欠選挙で敗北 | 1 | 12                                                                                  | 1 | 1812年選出 | 1812年9月3日 – 1813年3月3日 | 民主共和党 | アラン・ボウイ・マグルーダー | 1 |
| 3 | ジェームズ・ブラウン | 民主共和党 | 1813年2月5日 – 1817年3月3日 | デストレーアンの任期を満了するため選出 再選に失敗 | 1 | 12                                                                                  | 1 | 1812年選出 | 1812年9月3日 – 1813年3月3日 | 民主共和党 | アラン・ボウイ・マグルーダー | 1 |
| 3 | ジェームズ・ブラウン | 民主共和党 | 1813年2月5日 – 1817年3月3日 | デストレーアンの任期を満了するため選出 再選に失敗 | 1 | 13                                                                                  | 2 | 1813年選出 引退 | 1813年3月4日 – 1819年3月3日 | 民主党 | エリギウス・フロメンティン | 2 |
| 3 | ジェームズ・ブラウン | 民主共和党 | 1813年2月5日 – 1817年3月3日 | デストレーアンの任期を満了するため選出 再選に失敗 | 1 | 14                                                                                  | 2 | 1813年選出 引退 | 1813年3月4日 – 1819年3月3日 | 民主党 | エリギウス・フロメンティン | 2 |
| 4 | ウィリアム・C・C・クレイボーン | 民主共和党 | 1817年3月4日 – 1817年11月23日 | 1817年選出 死去 | 2 | 15                                                                                  | 2 | 1813年選出 引退 | 1813年3月4日 – 1819年3月3日 | 民主党 | エリギウス・フロメンティン | 2 |
| 空席 | 空席 | 空席 | 1817年11月23日 – 1818年1月12日 | | 2 | 15                                                                                  | 2 | 1813年選出 引退 | 1813年3月4日 – 1819年3月3日 | 民主党 | エリギウス・フロメンティン | 2 |
| 5 | ヘンリー・ジョンソン | 民主共和党 | 1818年1月12日 – 1824年3月27日 | クレイボーンの任期を満了するため任命 | 2 | 15                                                                                  | 2 | 1813年選出 引退 | 1813年3月4日 – 1819年3月3日 | 民主党 | エリギウス・フロメンティン | 2 |
| 5 | ヘンリー・ジョンソン | 民主共和党 | 1818年1月12日 – 1824年3月27日 | クレイボーンの任期を満了するため任命 | 2 | 16                                                                                  | 3 | 1819年選出 駐フランス公使に就任するため辞職 | 1819年3月4日 – 1823年12月10日 | 民主 共和党 | ジェームズ・ブラウン | 3 |
| 5 | ヘンリー・ジョンソン | 民主共和党 | 1818年1月12日 – 1824年3月27日 | クレイボーンの任期を満了するため任命 | 2 | 17                                                                                  | 3 | 1819年選出 駐フランス公使に就任するため辞職 | 1819年3月4日 – 1823年12月10日 | 民主 共和党 | ジェームズ・ブラウン | 3 |
| 5 | ヘンリー・ジョンソン | アダムス＝クレー民主 共和党 | 1818年1月12日 – 1824年3月27日 | 1823年選出 ルイジアナ州知事就任のため辞職 | 3 | 18                                                                                  | 3 | 1819年選出 駐フランス公使に就任するため辞職 | 1819年3月4日 – 1823年12月10日 | アダムス=クレー民主 共和党 | ジェームズ・ブラウン | 3 |
| 5 | ヘンリー・ジョンソン | アダムス＝クレー民主 共和党 | 1818年1月12日 – 1824年3月27日 | 1823年選出 ルイジアナ州知事就任のため辞職 | 3 | 18                                                                                  | 3 | | 1823年12月10日 – 1824年1月15日 | 空席 | 空席 | 空席 |
| 5 | ヘンリー・ジョンソン | アダムス＝クレー民主 共和党 | 1818年1月12日 – 1824年3月27日 | 1823年選出 ルイジアナ州知事就任のため辞職 | 3 | 18                                                                                  | 3 | ブラウンの任期を満了するため任命 | 1824年1月15日 – 1833年5月19日 | アダムス=クレー 共和党 | ジョサイア・S・ジョンストン | 4 |
| 空席 | 空席 | 空席 | 1824年5月27日 – 1824年11月19日 | | 3 | 18                                                                                  | 3 | ブラウンの任期を満了するため任命 | 1824年1月15日 – 1833年5月19日 | アダムス=クレー 共和党 | ジョサイア・S・ジョンストン | 4 |
| 6 | チャールズ・D・J・ブーリニー | アダムス＝クレイ 共和党 | 1824年11月19日 – 1829年3月3日 | ジョンソンの任期を満了するため選出 | 3 | 18                                                                                  | 3 | ブラウンの任期を満了するため任命 | 1824年1月15日 – 1833年5月19日 | アダムス=クレー 共和党 | ジョサイア・S・ジョンストン | 4 |
| 6 | チャールズ・D・J・ブーリニー | 反 ジャクソン党 | 1824年11月19日 – 1829年3月3日 | ジョンソンの任期を満了するため選出 | 3 | 19                                                                                  | 4 | 1825選出 | 1824年1月15日 – 1833年5月19日 | 反 ジャクソン党 | ジョサイア・S・ジョンストン | 4 |
| 6 | チャールズ・D・J・ブーリニー | アダムス党 | 1824年11月19日 – 1829年3月3日 | ジョンソンの任期を満了するため選出 | 3 | 20                                                                                  | 4 | 1825選出 | 1824年1月15日 – 1833年5月19日 | アダムス党 | ジョサイア・S・ジョンストン | 4 |
| 7 | エドワード・リヴィングストン | ジャクソン党 | 1829年3月4日 – 1831年5月24日 | 1829年選出 国務長官就任のため辞職 | 4 | 21                                                                                  | 4 | 1825選出 | 1824年1月15日 – 1833年5月19日 | 反 ジャクソン党 | ジョサイア・S・ジョンストン | 4 |
| 7 | エドワード・リヴィングストン | ジャクソン党 | 1829年3月4日 – 1831年5月24日 | 1829年選出 国務長官就任のため辞職 | 4 | 22                                                                                  | 5 | 1831年再選 死去 | 1824年1月15日 – 1833年5月19日 | 反 ジャクソン党 | ジョサイア・S・ジョンストン | 4 |
| 空席 | 空席 | 空席 | 1831年5月24日 – 1831年11月15日 | | 4 | 22                                                                                  | 5 | 1831年再選 死去 | 1824年1月15日 – 1833年5月19日 | 反 ジャクソン党 | ジョサイア・S・ジョンストン | 4 |
| 8 | ジョージ・A・ワッガマン | 反 ジャクソン党 | 1831年11月15日 – 1835年3月3日 | リヴィングストンの任期を満了するため選出 | 4 | 22                                                                                  | 5 | 1831年再選 死去 | 1824年1月15日 – 1833年5月19日 | 反 ジャクソン党 | ジョサイア・S・ジョンストン | 4 |
| 8 | ジョージ・A・ワッガマン | 反 ジャクソン党 | 1831年11月15日 – 1835年3月3日 | リヴィングストンの任期を満了するため選出 | 4 | 23                                                                                  | 5 | 1831年再選 死去 | 1824年1月15日 – 1833年5月19日 | 反 ジャクソン党 | ジョサイア・S・ジョンストン | 4 |
| 8 | ジョージ・A・ワッガマン | 反 ジャクソン党 | 1831年11月15日 – 1835年3月3日 | リヴィングストンの任期を満了するため選出 | 4 |                                                                                     | 5 | 1833年5月19日 – 1833年12月19日 | 空席 | 空席 | 空席 | |
| 8 | ジョージ・A・ワッガマン | 反 ジャクソン党 | 1831年11月15日 – 1835年3月3日 | リヴィングストンの任期を満了するため選出 | 4 | ジョンソンの任期を満了するため選出 病気のため辞職                                   | 5 | 1833年12月19日 – 1837年1月5日 | 反ジャクソン党 | アレクザンダー・ポーター | 5 | |
| 空席 | 空席 | 空席 | 1835年3月4日 – 1836年1月13日 | チャールズ・ガヤルが1835年に選出されたが,病気のため辞職 | 5 | ジョンソンの任期を満了するため選出 病気のため辞職                                   | 5 | 1833年12月19日 – 1837年1月5日 | 反ジャクソン党 | アレクザンダー・ポーター | 5 | 24 |
| 9 | ロバート・C・ニコラス | ジャクソン党 | 1836年1月13日 – 1841年3月3日 | ガヤルの任期を満了するため選出 | 5 | ジョンソンの任期を満了するため選出 病気のため辞職                                   | 5 | 1833年12月19日 – 1837年1月5日 | 反ジャクソン党 | アレクザンダー・ポーター | 5 | 24 |
| 9 | ロバート・C・ニコラス | ジャクソン党 | 1836年1月13日 – 1841年3月3日 | ガヤルの任期を満了するため選出 | 5 |                                                                                     | 5 | 1837年1月5日 – 1837年1月12日 | 空席 | 空席 | 空席 | 24 |
| 9 | ロバート・C・ニコラス | ジャクソン党 | 1836年1月13日 – 1841年3月3日 | ガヤルの任期を満了するため選出 | 5 | ポーターの任期を満了するため選出                                                    | 5 | 1837年1月12日 – 1842年3月1日 | ジャクソン党 | アレグザンダー・ムートン | 6 | 24 |
| 9 | ロバート・C・ニコラス | 民主党 | 1836年1月13日 – 1841年3月3日 | ガヤルの任期を満了するため選出 | 5 | 25                                                                                  | 6 | 1837年1月12日 – 1842年3月1日 | 1837年再選 辞職 | アレグザンダー・ムートン | 6 | 民主党 |
| 9 | ロバート・C・ニコラス | 民主党 | 1836年1月13日 – 1841年3月3日 | ガヤルの任期を満了するため選出 | 5 | 26                                                                                  | 6 | 1837年1月12日 – 1842年3月1日 | 1837年再選 辞職 | アレグザンダー・ムートン | 6 | 民主党 |
| 10 | アレグザンダー・バロウ | ホイッグ党 | 1841年3月4日 – 1846年12月29日 | 1840年選出 死去 | 6 | 27                                                                                  | 6 | 1837年1月12日 – 1842年3月1日 | 1837年再選 辞職 | アレグザンダー・ムートン | 6 | 民主党 |
| 10 | アレグザンダー・バロウ | ホイッグ党 | 1841年3月4日 – 1846年12月29日 | 1840年選出 死去 | 6 | 27                                                                                  | 6 | | 1842年3月1日 – 1842年4月14日 | 空席 | 空席 | 空席 |
| 10 | アレグザンダー・バロウ | ホイッグ党 | 1841年3月4日 – 1846年12月29日 | 1840年選出 死去 | 6 | 27                                                                                  | 6 | ムートンの任期を満了するため任命 再選に失敗 | 1842年4月14日 – 1843年3月3日 | ホイッグ党 | チャールズ・マギル・コンラッド | 7 |
| 10 | アレグザンダー・バロウ | ホイッグ党 | 1841年3月4日 – 1846年12月29日 | 1840年選出 死去 | 6 | 28                                                                                  | 7 | 1843年選出,病気のため議席に就かず 死去 | 1843年3月4日 – 1844年1月13日 | ホイッグ党 | アレグザンダー・ポーター | 8 |
| 10 | アレグザンダー・バロウ | ホイッグ党 | 1841年3月4日 – 1846年12月29日 | 1840年選出 死去 | 6 | 28                                                                                  | 7 | | 1844年1月13日 – 1844年2月12日 | 空席 | 空席 | 空席 |
| 10 | アレグザンダー・バロウ | ホイッグ党 | 1841年3月4日 – 1846年12月29日 | 1840年選出 死去 | 6 | 28                                                                                  | 7 | ポーターの任期を満了するため選出 再選に失敗 | 1844年2月12日 – 1849年3月3日 | ホイッグ党 | ヘンリー・ジョンソン | 9 |
| 10 | アレグザンダー・バロウ | ホイッグ党 | 1841年3月4日 – 1846年12月29日 | 1840年選出 死去 | 6 | 29                                                                                  | 7 | ポーターの任期を満了するため選出 再選に失敗 | 1844年2月12日 – 1849年3月3日 | ホイッグ党 | ヘンリー・ジョンソン | 9 |
| 空席 | 空席 | 空席 | 1846年12月29日 – 1847年1月21日 | | 6 |                                                                                     | 7 | ポーターの任期を満了するため選出 再選に失敗 | 1844年2月12日 – 1849年3月3日 | ホイッグ党 | ヘンリー・ジョンソン | 9 |
| 11 | ピエール・スレ | 民主党 | 1847年1月21日 – 1847年3月3日 | バロウの任期を満了するため選出 | 6 |                                                                                     | 7 | ポーターの任期を満了するため選出 再選に失敗 | 1844年2月12日 – 1849年3月3日 | ホイッグ党 | ヘンリー・ジョンソン | 9 |
| 12 | ソロモン・W・ダウンズ | 民主党 | 1847年3月4日 – 1853年3月3日 | 1847年選出 | 7 | 30                                                                                  | 7 | ポーターの任期を満了するため選出 再選に失敗 | 1844年2月12日 – 1849年3月3日 | ホイッグ党 | ヘンリー・ジョンソン | 9 |
| 12 | ソロモン・W・ダウンズ | 民主党 | 1847年3月4日 – 1853年3月3日 | 1847年選出 | 7 | 31                                                                                  | 8 | 1848年選出 駐スペイン公使に就任のため辞職 | 1849年3月3日 – 1853年4月11日 | 民主党 | ピエール・スレ | 10 |
| 12 | ソロモン・W・ダウンズ | 民主党 | 1847年3月4日 – 1853年3月3日 | 1847年選出 | 7 | 32                                                                                  | 8 | 1848年選出 駐スペイン公使に就任のため辞職 | 1849年3月3日 – 1853年4月11日 | 民主党 | ピエール・スレ | 10 |
| 13 | ジュダ・ベンジャミン | ホイッグ党 | 1853年3月4日 – 1861年2月4日 | 1852年選出. | 8 | 33                                                                                  | 8 | 1848年選出 駐スペイン公使に就任のため辞職 | 1849年3月3日 – 1853年4月11日 | 民主党 | ピエール・スレ | 10 |
| 13 | ジュダ・ベンジャミン | ホイッグ党 | 1853年3月4日 – 1861年2月4日 | 1852年選出. | 8 | 33                                                                                  | 8 | | 1853年4月11日 – 1853年12月5日 | 空席 | 空席 | 空席 |
| 13 | ジュダ・ベンジャミン | ホイッグ党 | 1853年3月4日 – 1861年2月4日 | 1852年選出. | 8 | 33                                                                                  | 8 | スレの任期を満了するため選出 | 1853年12月5日 – 1861年2月4日 | 民主党 | ジョン・スライデル | 11 |
| 13 | ジュダ・ベンジャミン | ホイッグ党 | 1853年3月4日 – 1861年2月4日 | 1852年選出. | 8 | 34                                                                                  | 9 | 再選年不明 辞職 | 1853年12月5日 – 1861年2月4日 | 民主党 | ジョン・スライデル | 11 |
| 13 | ジュダ・ベンジャミン | 民主党 | 1853年3月4日 – 1861年2月4日 | 1852年選出. | 8 | 35                                                                                  | 9 | 再選年不明 辞職 | 1853年12月5日 – 1861年2月4日 | 民主党 | ジョン・スライデル | 11 |
| 13 | ジュダ・ベンジャミン | 民主党 | 1853年3月4日 – 1861年2月4日 | 1859年再選 脱退 | 9 | 36                                                                                  | 9 | 再選年不明 辞職 | 1853年12月5日 – 1861年2月4日 | 民主党 | ジョン・スライデル | 11 |
| 空席 | 空席 | 空席 | 1861年2月4日 – 1868年7月8日 | 南北戦争とレコンストラクション | 9 | 36                                                                                  | 9 | 南北戦争とレコンストラクション | 1861年2月4日 – 1868年7月9日 | 空席 | 空席 | 空席 |
| 空席 | 空席 | 空席 | 1861年2月4日 – 1868年7月8日 | 南北戦争とレコンストラクション | 9 | 37                                                                                  | 10 | 南北戦争とレコンストラクション | 1861年2月4日 – 1868年7月9日 | 空席 | 空席 | 空席 |
| 空席 | 空席 | 空席 | 1861年2月4日 – 1868年7月8日 | 南北戦争とレコンストラクション | 9 | 38                                                                                  | 10 | 南北戦争とレコンストラクション | 1861年2月4日 – 1868年7月9日 | 空席 | 空席 | 空席 |
| 空席 | 空席 | 空席 | 1861年2月4日 – 1868年7月8日 | 南北戦争とレコンストラクション | 10 | 39                                                                                  | 10 | 南北戦争とレコンストラクション | 1861年2月4日 – 1868年7月9日 | 空席 | 空席 | 空席 |
| 空席 | 空席 | 空席 | 1861年2月4日 – 1868年7月8日 | 南北戦争とレコンストラクション | 10 | 40                                                                                  | 11 | 南北戦争とレコンストラクション | 1861年2月4日 – 1868年7月9日 | 空席 | 空席 | 空席 |
| 14 | ジョン・S・ハリス | 共和党 | 1868年7月8日 – 1871年3月3日 | 空席間の任期を満了するため選出 | 10 | 40                                                                                  | 11 | 南北戦争とレコンストラクション | 1861年2月4日 – 1868年7月9日 | 空席 | 空席 | 空席 |
| 14 | ジョン・S・ハリス | 共和党 | 1868年7月8日 – 1871年3月3日 | 空席間の任期を満了するため選出 | 10 | 40                                                                                  | 11 | 空席間の任期を満了するため選出 ルイジアナ州知事就任のため辞職 | 1868年7月9日 – 1872年11月1日 | 共和党 | ウィリアム・P・ケロッグ | 12 |
| 14 | ジョン・S・ハリス | 共和党 | 1868年7月8日 – 1871年3月3日 | 空席間の任期を満了するため選出 | 10 | 41                                                                                  | 11 | 空席間の任期を満了するため選出 ルイジアナ州知事就任のため辞職 | 1868年7月9日 – 1872年11月1日 | 共和党 | ウィリアム・P・ケロッグ | 12 |
| 15 | ジョーゼフ・R・ウェスト | 共和党 | 1871年3月4日 – 1877年3月3日 | 選出年不明 引退 | 11 | 42                                                                                  | 11 | 空席間の任期を満了するため選出 ルイジアナ州知事就任のため辞職 | 1868年7月9日 – 1872年11月1日 | 共和党 | ウィリアム・P・ケロッグ | 12 |
| 15 | ジョーゼフ・R・ウェスト | 共和党 | 1871年3月4日 – 1877年3月3日 | 選出年不明 引退 | 11 | 42                                                                                  | 11 | 上院の紛争により空席 | 1872年11月1日 – 1876年1月12日 | 空席. | 空席. | 空席. |
| 15 | ジョーゼフ・R・ウェスト | 共和党 | 1871年3月4日 – 1877年3月3日 | 選出年不明 引退 | 11 | 43                                                                                  | 12 | 上院の紛争により空席 | 1872年11月1日 – 1876年1月12日 | 空席. | 空席. | 空席. |
| 15 | ジョーゼフ・R・ウェスト | 共和党 | 1871年3月4日 – 1877年3月3日 | 選出年不明 引退 | 11 | 44                                                                                  | 12 | 上院の紛争により空席 | 1872年11月1日 – 1876年1月12日 | 空席. | 空席. | 空席. |
| 15 | ジョーゼフ・R・ウェスト | 共和党 | 1871年3月4日 – 1877年3月3日 | 選出年不明 引退 | 11 | 1876年空席間の任期を満了するため選出 再選に失敗                                     | 12 | 1876年2月12日 – 1879年3月3日 | 民主党 | ジェームズ・B・ユースティス | 13 | |
| 16 | ウィリアム・P・ケロッグ | 共和党 | 1877年3月4日 – 1883年3月3日 | 1876年選出 下院選出馬のため引退 | 12 | 1876年空席間の任期を満了するため選出 再選に失敗                                     | 12 | 1876年2月12日 – 1879年3月3日 | 民主党 | ジェームズ・B・ユースティス | 13 | 45 |
| 16 | ウィリアム・P・ケロッグ | 共和党 | 1877年3月4日 – 1883年3月3日 | 1876年選出 下院選出馬のため引退 | 12 | 46                                                                                  | 13 | 1879年選出 再選に失敗 | 1879年3月4日 – 1885年3月3日 | 民主党 | ベンジャミン・F・ジョナス | 14 |
| 16 | ウィリアム・P・ケロッグ | 共和党 | 1877年3月4日 – 1883年3月3日 | 1876年選出 下院選出馬のため引退 | 12 | 47                                                                                  | 13 | 1879年選出 再選に失敗 | 1879年3月4日 – 1885年3月3日 | 民主党 | ベンジャミン・F・ジョナス | 14 |
| 17 | ランドール・L・ギブソン | 民主党 | 1883年3月4日 – 1892年12月15日 | 1882年選出 | 13 | 48                                                                                  | 13 | 1879年選出 再選に失敗 | 1879年3月4日 – 1885年3月3日 | 民主党 | ベンジャミン・F・ジョナス | 14 |
| 17 | ランドール・L・ギブソン | 民主党 | 1883年3月4日 – 1892年12月15日 | 1882年選出 | 13 | 49                                                                                  | 14 | 選出年不明 引退 | 1885年3月4日 – 1891年3月3日 | 民主党 | ジェームズ・ユースティス | 15 |
| 17 | ランドール・L・ギブソン | 民主党 | 1883年3月4日 – 1892年12月15日 | 1882年選出 | 13 | 50                                                                                  | 14 | 選出年不明 引退 | 1885年3月4日 – 1891年3月3日 | 民主党 | ジェームズ・ユースティス | 15 |
| 17 | ランドール・L・ギブソン | 民主党 | 1883年3月4日 – 1892年12月15日 | 1889年再選 死去 | 14 | 51                                                                                  | 14 | 選出年不明 引退 | 1885年3月4日 – 1891年3月3日 | 民主党 | ジェームズ・ユースティス | 15 |
| 17 | ランドール・L・ギブソン | 民主党 | 1883年3月4日 – 1892年12月15日 | 1889年再選 死去 | 14 | 52                                                                                  | 15 | 1891年選出 連邦最高裁判事就任のため辞職 | 1891年3月4日 – 1894年3月12日 | 民主党 | エドワード・ダグラス・ホワイト | 16 |
| 空席 | 空席 | 空席 | 1892年12月15日 – 1892年12月31日 | | 14 | 52                                                                                  | 15 | 1891年選出 連邦最高裁判事就任のため辞職 | 1891年3月4日 – 1894年3月12日 | 民主党 | エドワード・ダグラス・ホワイト | 16 |
| 18 | ドネルソン・キャフェリー | 民主党 | 1892年12月31日 – 1901年3月3日 | ギブソンの任期を引き継ぐため任命 1894年5月23日ギブソンの任期を満了するため選出                                                                                                   | 14 | 52                                                                                  | 15 | 1891年選出 連邦最高裁判事就任のため辞職 | 1891年3月4日 – 1894年3月12日 | 民主党 | エドワード・ダグラス・ホワイト | 16 |
| 18 | ドネルソン・キャフェリー | 民主党 | 1892年12月31日 – 1901年3月3日 | ギブソンの任期を引き継ぐため任命 1894年5月23日ギブソンの任期を満了するため選出                                                                                                   | 14 | 53                                                                                  | 15 | 1891年選出 連邦最高裁判事就任のため辞職 | 1891年3月4日 – 1894年3月12日 | 民主党 | エドワード・ダグラス・ホワイト | 16 |
| 18 | ドネルソン・キャフェリー | 民主党 | 1892年12月31日 – 1901年3月3日 | ギブソンの任期を引き継ぐため任命 1894年5月23日ギブソンの任期を満了するため選出                                                                                                   | 14 | ホワイトの任期を引き継ぐため任命 1894年5月23日ホワイトの任期を満了するため選出 引退 | 15 | 1894年3月12日 – 1897年3月3日 | 民主党 | ニュートン・ブランチャード | 17 | |
| 18 | ドネルソン・キャフェリー | 民主党 | 1892年12月31日 – 1901年3月3日 | 1894年再選 引退 | 15 | ホワイトの任期を引き継ぐため任命 1894年5月23日ホワイトの任期を満了するため選出 引退 | 15 | 1894年3月12日 – 1897年3月3日 | 民主党 | ニュートン・ブランチャード | 17 | 54 |
| 18 | ドネルソン・キャフェリー | 民主党 | 1892年12月31日 – 1901年3月3日 | 1894年再選 引退 | 15 | 55                                                                                  | 16 | 1896年5月28日選出 | 1897年3月4日 – 1910年6月28日 | 民主党 | サミュエル・D・マケナリー | 18 |
| 18 | ドネルソン・キャフェリー | 民主党 | 1892年12月31日 – 1901年3月3日 | 1894年再選 引退 | 15 | 56                                                                                  | 16 | 1896年5月28日選出 | 1897年3月4日 – 1910年6月28日 | 民主党 | サミュエル・D・マケナリー | 18 |
| 19 | マーフィー・J・フォスター | 民主党 | 1901年3月4日 – 1913年3月3日 | 1900年5月22日選出 | 16 | 57                                                                                  | 16 | 1896年5月28日選出 | 1897年3月4日 – 1910年6月28日 | 民主党 | サミュエル・D・マケナリー | 18 |
| 19 | マーフィー・J・フォスター | 民主党 | 1901年3月4日 – 1913年3月3日 | 1900年5月22日選出 | 16 | 58                                                                                  | 17 | 1900年5月22日再選 | 1897年3月4日 – 1910年6月28日 | 民主党 | サミュエル・D・マケナリー | 18 |
| 19 | マーフィー・J・フォスター | 民主党 | 1901年3月4日 – 1913年3月3日 | 1900年5月22日選出 | 16 | 59                                                                                  | 17 | 1900年5月22日再選 | 1897年3月4日 – 1910年6月28日 | 民主党 | サミュエル・D・マケナリー | 18 |
| 19 | マーフィー・J・フォスター | 民主党 | 1901年3月4日 – 1913年3月3日 | 1904年5月18日再選 再指名に失敗 | 17 | 60                                                                                  | 17 | 1900年5月22日再選 | 1897年3月4日 – 1910年6月28日 | 民主党 | サミュエル・D・マケナリー | 18 |
| 19 | マーフィー・J・フォスター | 民主党 | 1901年3月4日 – 1913年3月3日 | 1904年5月18日再選 再指名に失敗 | 17 | 61                                                                                  | 18 | 1908年5月19日再選 死去 | 1897年3月4日 – 1910年6月28日 | 民主党 | サミュエル・D・マケナリー | 18 |
| 19 | マーフィー・J・フォスター | 民主党 | 1901年3月4日 – 1913年3月3日 | 1904年5月18日再選 再指名に失敗 | 17 | 61                                                                                  | 18 | | 1910年6月28日 – 1910年12月7日 | 空席 | 空席 | 空席 |
| 19 | マーフィー・J・フォスター | 民主党 | 1901年3月4日 – 1913年3月3日 | 1904年5月18日再選 再指名に失敗 | 17 | 61                                                                                  | 18 | マクナリーの任期を満了するため選出 引退 | 1910年12月7日 – 1915年3月3日 | 民主党 | John Thornton\|ジョン・ソーントン | 19 |
| 19 | マーフィー・J・フォスター | 民主党 | 1901年3月4日 – 1913年3月3日 | 1904年5月18日再選 再指名に失敗 | 17 | 62                                                                                  | 18 | マクナリーの任期を満了するため選出 引退 | 1910年12月7日 – 1915年3月3日 | 民主党 | John Thornton\|ジョン・ソーントン | 19 |
| 20 | ジョーゼフ・ランズデル | 民主党 | 1913年3月4日 – 1931年3月3日 | 1912年5月21日選出 | 18 | 63                                                                                  | 18 | マクナリーの任期を満了するため選出 引退 | 1910年12月7日 – 1915年3月3日 | 民主党 | John Thornton\|ジョン・ソーントン | 19 |
| 20 | ジョーゼフ・ランズデル | 民主党 | 1913年3月4日 – 1931年3月3日 | 1912年5月21日選出 | 18 | 64                                                                                  | 19 | 1912年5月21日選出 死去 | 1915年3月4日 – 1918年4月12日 | 民主党 | ロバート・F・ブラッサード | 20 |
| 20 | ジョーゼフ・ランズデル | 民主党 | 1913年3月4日 – 1931年3月3日 | 1912年5月21日選出 | 18 | 65                                                                                  | 19 | 1912年5月21日選出 死去 | 1915年3月4日 – 1918年4月12日 | 民主党 | ロバート・F・ブラッサード | 20 |
| 20 | ジョーゼフ・ランズデル | 民主党 | 1913年3月4日 – 1931年3月3日 | 1912年5月21日選出 | 18 |                                                                                     | 19 | 1918年4月12日 – 1918年4月22日 | 空席 | 空席 | 空席 | |
| 20 | ジョーゼフ・ランズデル | 民主党 | 1913年3月4日 – 1931年3月3日 | 1912年5月21日選出 | 18 | ブラッサードの任期を引き継ぐため任命 後継が議員資格を得た際に引退                   | 19 | 1918年4月22日 – 1918年11月5日 | 民主党 | ウォルター・グィオン | 21 | |
| 20 | ジョーゼフ・ランズデル | 民主党 | 1913年3月4日 – 1931年3月3日 | 1912年5月21日選出 | 18 | ブラッサードの任期を満了するため選出 引退                                           | 19 | 1918年11月6日 – 1921年3月3日 | 民主党 | エドワード・ジェームズ・ゲイ | 22 | |
| 20 | ジョーゼフ・ランズデル | 民主党 | 1913年3月4日 – 1931年3月3日 | 1918年再選 | 19 | ブラッサードの任期を満了するため選出 引退                                           | 19 | 1918年11月6日 – 1921年3月3日 | 民主党 | エドワード・ジェームズ・ゲイ | 22 | 66 |
| 20 | ジョーゼフ・ランズデル | 民主党 | 1913年3月4日 – 1931年3月3日 | 1918年再選 | 19 | 67                                                                                  | 20 | 1920年選出 | 1921年3月4日 – 1933年3月3日 | 民主党 | エドウィン・S・ブラッサード | 23 |
| 20 | ジョーゼフ・ランズデル | 民主党 | 1913年3月4日 – 1931年3月3日 | 1918年再選 | 19 | 68                                                                                  | 20 | 1920年選出 | 1921年3月4日 – 1933年3月3日 | 民主党 | エドウィン・S・ブラッサード | 23 |
| 20 | ジョーゼフ・ランズデル | 民主党 | 1913年3月4日 – 1931年3月3日 | 1924年再選 再指名に失敗 | 20 | 69                                                                                  | 20 | 1920年選出 | 1921年3月4日 – 1933年3月3日 | 民主党 | エドウィン・S・ブラッサード | 23 |
| 20 | ジョーゼフ・ランズデル | 民主党 | 1913年3月4日 – 1931年3月3日 | 1924年再選 再指名に失敗 | 20 | 70                                                                                  | 21 | 1926年再選 再指名に失敗 | 1921年3月4日 – 1933年3月3日 | 民主党 | エドウィン・S・ブラッサード | 23 |
| 20 | ジョーゼフ・ランズデル | 民主党 | 1913年3月4日 – 1931年3月3日 | 1924年再選 再指名に失敗 | 20 | 71                                                                                  | 21 | 1926年再選 再指名に失敗 | 1921年3月4日 – 1933年3月3日 | 民主党 | エドウィン・S・ブラッサード | 23 |
| 21 | ヒューイ・ロング | 民主党 | 1931年3月4日 – 1935年9月10日 | 1930年選出されたが引き続きルイジアナ州知事として在任。1932年1月25日まで議席に就かず。 死去                                                                                       | 21 | 72                                                                                  | 21 | 1926年再選 再指名に失敗 | 1921年3月4日 – 1933年3月3日 | 民主党 | エドウィン・S・ブラッサード | 23 |
| 21 | ヒューイ・ロング | 民主党 | 1931年3月4日 – 1935年9月10日 | 1930年選出されたが引き続きルイジアナ州知事として在任。1932年1月25日まで議席に就かず。 死去                                                                                       | 21 | 73                                                                                  | 22 | 1932年選出 | 1933年3月4日 – 1948年5月14日 | 民主党 | ジョン・H・オーヴァートン | 24 |
| 21 | ヒューイ・ロング | 民主党 | 1931年3月4日 – 1935年9月10日 | 1930年選出されたが引き続きルイジアナ州知事として在任。1932年1月25日まで議席に就かず。 死去                                                                                       | 21 | 74                                                                                  | 22 | 1932年選出 | 1933年3月4日 – 1948年5月14日 | 民主党 | ジョン・H・オーヴァートン | 24 |
| 空席 | 空席 | 空席 | 1935年9月10日 – 1936年1月31日 | | 21 |                                                                                     | 22 | 1932年選出 | 1933年3月4日 – 1948年5月14日 | 民主党 | ジョン・H・オーヴァートン | 24 |
| 22 | ローズ・マコネル・ロング | 民主党 | 1936年1月31日 – 1937年1月2日 | ヒューイ・ロングの任期を引き継ぐため任命 1936年4月21日ヒューイ・ロングの任期を満了するため選出 引退                                                                              | 21 |                                                                                     | 22 | 1932年選出 | 1933年3月4日 – 1948年5月14日 | 民主党 | ジョン・H・オーヴァートン | 24 |
| 23 | アレン・エレンダー | 民主党 | 1937年1月3日 – 1972年7月27日 | 1936年選出 | 22 | 75                                                                                  | 22 | 1932年選出 | 1933年3月4日 – 1948年5月14日 | 民主党 | ジョン・H・オーヴァートン | 24 |
| 23 | アレン・エレンダー | 民主党 | 1937年1月3日 – 1972年7月27日 | 1936年選出 | 22 | 76                                                                                  | 23 | 1938年再選 | 1933年3月4日 – 1948年5月14日 | 民主党 | ジョン・H・オーヴァートン | 24 |
| 23 | アレン・エレンダー | 民主党 | 1937年1月3日 – 1972年7月27日 | 1936年選出 | 22 | 77                                                                                  | 23 | 1938年再選 | 1933年3月4日 – 1948年5月14日 | 民主党 | ジョン・H・オーヴァートン | 24 |
| 23 | アレン・エレンダー | 民主党 | 1937年1月3日 – 1972年7月27日 | 1942年再選 | 23 | 78                                                                                  | 23 | 1938年再選 | 1933年3月4日 – 1948年5月14日 | 民主党 | ジョン・H・オーヴァートン | 24 |
| 23 | アレン・エレンダー | 民主党 | 1937年1月3日 – 1972年7月27日 | 1942年再選 | 23 | 79                                                                                  | 24 | 1944年再選 死去 | 1933年3月4日 – 1948年5月14日 | 民主党 | ジョン・H・オーヴァートン | 24 |
| 23 | アレン・エレンダー | 民主党 | 1937年1月3日 – 1972年7月27日 | 1942年再選 | 23 | 80                                                                                  | 24 | 1944年再選 死去 | 1933年3月4日 – 1948年5月14日 | 民主党 | ジョン・H・オーヴァートン | 24 |
| 23 | アレン・エレンダー | 民主党 | 1937年1月3日 – 1972年7月27日 | 1942年再選 | 23 |                                                                                     | 24 | 1948年5月14日 – 1948年5月18日 | 空席 | 空席 | 空席 | |
| 23 | アレン・エレンダー | 民主党 | 1937年1月3日 – 1972年7月27日 | 1942年再選 | 23 | オーヴァートンの任期を引き継ぐため任命 後継の議員資格取得時に引退                   | 24 | 1948年5月18日 – 1948年12月30日 | 民主党 | ウィリアム・C・フィーゼル | 25 | |
| 23 | アレン・エレンダー | 民主党 | 1937年1月3日 – 1972年7月27日 | 1942年再選 | 23 | オーヴァートンの任期を満了するため選出                                              | 24 | 1948年12月31日 – 1987年1月3日 | 民主党 | ラッセル・ロング | 26 | |
| 23 | アレン・エレンダー | 民主党 | 1937年1月3日 – 1972年7月27日 | 1948年再選 | 24 | オーヴァートンの任期を満了するため選出                                              | 24 | 1948年12月31日 – 1987年1月3日 | 民主党 | ラッセル・ロング | 26 | 81 |
| 23 | アレン・エレンダー | 民主党 | 1937年1月3日 – 1972年7月27日 | 1948年再選 | 24 | 82                                                                                  | 25 | 1948年12月31日 – 1987年1月3日 | 民主党 | ラッセル・ロング | 26 | 1950年再選 |
| 23 | アレン・エレンダー | 民主党 | 1937年1月3日 – 1972年7月27日 | 1948年再選 | 24 | 83                                                                                  | 25 | 1948年12月31日 – 1987年1月3日 | 民主党 | ラッセル・ロング | 26 | 1950年再選 |
| 23 | アレン・エレンダー | 民主党 | 1937年1月3日 – 1972年7月27日 | 1954年再選 | 25 | 84                                                                                  | 25 | 1948年12月31日 – 1987年1月3日 | 民主党 | ラッセル・ロング | 26 | 1950年再選 |
| 23 | アレン・エレンダー | 民主党 | 1937年1月3日 – 1972年7月27日 | 1954年再選 | 25 | 85                                                                                  | 26 | 1948年12月31日 – 1987年1月3日 | 民主党 | ラッセル・ロング | 26 | 1956年再選 |
| 23 | アレン・エレンダー | 民主党 | 1937年1月3日 – 1972年7月27日 | 1954年再選 | 25 | 86                                                                                  | 26 | 1948年12月31日 – 1987年1月3日 | 民主党 | ラッセル・ロング | 26 | 1956年再選 |
| 23 | アレン・エレンダー | 民主党 | 1937年1月3日 – 1972年7月27日 | 1960年再選 | 26 | 87                                                                                  | 26 | 1948年12月31日 – 1987年1月3日 | 民主党 | ラッセル・ロング | 26 | 1956年再選 |
| 23 | アレン・エレンダー | 民主党 | 1937年1月3日 – 1972年7月27日 | 1960年再選 | 26 | 88                                                                                  | 27 | 1948年12月31日 – 1987年1月3日 | 民主党 | ラッセル・ロング | 26 | 1962年再選 |
| 23 | アレン・エレンダー | 民主党 | 1937年1月3日 – 1972年7月27日 | 1960年再選 | 26 | 89                                                                                  | 27 | 1948年12月31日 – 1987年1月3日 | 民主党 | ラッセル・ロング | 26 | 1962年再選 |
| 23 | アレン・エレンダー | 民主党 | 1937年1月3日 – 1972年7月27日 | 1966年再選 死去 | 27 | 90                                                                                  | 27 | 1948年12月31日 – 1987年1月3日 | 民主党 | ラッセル・ロング | 26 | 1962年再選 |
| 23 | アレン・エレンダー | 民主党 | 1937年1月3日 – 1972年7月27日 | 1966年再選 死去 | 27 | 91                                                                                  | 28 | 1948年12月31日 – 1987年1月3日 | 民主党 | ラッセル・ロング | 26 | 1968年再選 |
| 23 | アレン・エレンダー | 民主党 | 1937年1月3日 – 1972年7月27日 | 1966年再選 死去 | 27 | 92                                                                                  | 28 | 1948年12月31日 – 1987年1月3日 | 民主党 | ラッセル・ロング | 26 | 1968年再選 |
| 空席 | 空席 | 空席 | 1972年7月27日 – 1972年8月1日 | | 27 |                                                                                     | 28 | 1948年12月31日 – 1987年1月3日 | 民主党 | ラッセル・ロング | 26 | 1968年再選 |
| 24 | イーレン・S・エドワーズ | 民主党 | 1972年8月1日 – 1972年11月13日 | エレンダーの任期を引き継ぐため任命 後継の議員資格取得により引退 | 27 |                                                                                     | 28 | 1948年12月31日 – 1987年1月3日 | 民主党 | ラッセル・ロング | 26 | 1968年再選 |
| 25 | ベネット・ジョンストン | 民主党 | 1972年11月14日 – 1997年1月3日 | エレンダーの任期を満了するため選出 | 27 |                                                                                     | 28 | 1948年12月31日 – 1987年1月3日 | 民主党 | ラッセル・ロング | 26 | 1968年再選 |
| 25 | ベネット・ジョンストン | 民主党 | 1972年11月14日 – 1997年1月3日 | 1972年再選 | 28 | 93                                                                                  | 28 | 1948年12月31日 – 1987年1月3日 | 民主党 | ラッセル・ロング | 26 | 1968年再選 |
| 25 | ベネット・ジョンストン | 民主党 | 1972年11月14日 – 1997年1月3日 | 1972年再選 | 28 | 94                                                                                  | 29 | 1948年12月31日 – 1987年1月3日 | 民主党 | ラッセル・ロング | 26 | 1974年再選 |
| 25 | ベネット・ジョンストン | 民主党 | 1972年11月14日 – 1997年1月3日 | 1972年再選 | 28 | 95                                                                                  | 29 | 1948年12月31日 – 1987年1月3日 | 民主党 | ラッセル・ロング | 26 | 1974年再選 |
| 25 | ベネット・ジョンストン | 民主党 | 1972年11月14日 – 1997年1月3日 | 1978年再選 | 29 | 96                                                                                  | 29 | 1948年12月31日 – 1987年1月3日 | 民主党 | ラッセル・ロング | 26 | 1974年再選 |
| 25 | ベネット・ジョンストン | 民主党 | 1972年11月14日 – 1997年1月3日 | 1978年再選 | 29 | 97                                                                                  | 30 | 1948年12月31日 – 1987年1月3日 | 民主党 | ラッセル・ロング | 26 | 1980年再選 引退 |
| 25 | ベネット・ジョンストン | 民主党 | 1972年11月14日 – 1997年1月3日 | 1978年再選 | 29 | 98                                                                                  | 30 | 1948年12月31日 – 1987年1月3日 | 民主党 | ラッセル・ロング | 26 | 1980年再選 引退 |
| 25 | ベネット・ジョンストン | 民主党 | 1972年11月14日 – 1997年1月3日 | 1984年再選 | 30 | 99                                                                                  | 30 | 1948年12月31日 – 1987年1月3日 | 民主党 | ラッセル・ロング | 26 | 1980年再選 引退 |
| 25 | ベネット・ジョンストン | 民主党 | 1972年11月14日 – 1997年1月3日 | 1984年再選 | 30 | 100                                                                                 | 31 | 1986年選出 | 1987年1月3日 – 2005年1月3日 | 民主党 | ジョン・ブルー | 27 |
| 25 | ベネット・ジョンストン | 民主党 | 1972年11月14日 – 1997年1月3日 | 1984年再選 | 30 | 101                                                                                 | 31 | 1986年選出 | 1987年1月3日 – 2005年1月3日 | 民主党 | ジョン・ブルー | 27 |
| 25 | ベネット・ジョンストン | 民主党 | 1972年11月14日 – 1997年1月3日 | 1990年再選 引退 | 31 | 102                                                                                 | 31 | 1986年選出 | 1987年1月3日 – 2005年1月3日 | 民主党 | ジョン・ブルー | 27 |
| 25 | ベネット・ジョンストン | 民主党 | 1972年11月14日 – 1997年1月3日 | 1990年再選 引退 | 31 | 103                                                                                 | 32 | 1992年再選 | 1987年1月3日 – 2005年1月3日 | 民主党 | ジョン・ブルー | 27 |
| 25 | ベネット・ジョンストン | 民主党 | 1972年11月14日 – 1997年1月3日 | 1990年再選 引退 | 31 | 104                                                                                 | 32 | 1992年再選 | 1987年1月3日 – 2005年1月3日 | 民主党 | ジョン・ブルー | 27 |
| 26 | メアリー・ランドリュー | 民主党 | 1997年1月3日 – 2015年1月3日 | 1996年選出 | 32 | 105                                                                                 | 32 | 1992年再選 | 1987年1月3日 – 2005年1月3日 | 民主党 | ジョン・ブルー | 27 |
| 26 | メアリー・ランドリュー | 民主党 | 1997年1月3日 – 2015年1月3日 | 1996年選出 | 32 | 106                                                                                 | 33 | 1998年再選 引退 | 1987年1月3日 – 2005年1月3日 | 民主党 | ジョン・ブルー | 27 |
| 26 | メアリー・ランドリュー | 民主党 | 1997年1月3日 – 2015年1月3日 | 1996年選出 | 32 | 107                                                                                 | 33 | 1998年再選 引退 | 1987年1月3日 – 2005年1月3日 | 民主党 | ジョン・ブルー | 27 |
| 26 | メアリー・ランドリュー | 民主党 | 1997年1月3日 – 2015年1月3日 | 2002年再選 | 33 | 108                                                                                 | 33 | 1998年再選 引退 | 1987年1月3日 – 2005年1月3日 | 民主党 | ジョン・ブルー | 27 |
| 26 | メアリー・ランドリュー | 民主党 | 1997年1月3日 – 2015年1月3日 | 2002年再選 | 33 | 109                                                                                 | 34 | 2004年選出 | 2005年1月3日 – 2017年1月3日 | 共和党 | デイヴィッド・ヴィッター | 28 |
| 26 | メアリー・ランドリュー | 民主党 | 1997年1月3日 – 2015年1月3日 | 2002年再選 | 33 | 110                                                                                 | 34 | 2004年選出 | 2005年1月3日 – 2017年1月3日 | 共和党 | デイヴィッド・ヴィッター | 28 |
| 26 | メアリー・ランドリュー | 民主党 | 1997年1月3日 – 2015年1月3日 | 2008年再選 再選に失敗 | 34 | 111                                                                                 | 34 | 2004年選出 | 2005年1月3日 – 2017年1月3日 | 共和党 | デイヴィッド・ヴィッター | 28 |
| 26 | メアリー・ランドリュー | 民主党 | 1997年1月3日 – 2015年1月3日 | 2008年再選 再選に失敗 | 34 | 112                                                                                 | 35 | 2010年再選 引退 | 2005年1月3日 – 2017年1月3日 | 共和党 | デイヴィッド・ヴィッター | 28 |
| 26 | メアリー・ランドリュー | 民主党 | 1997年1月3日 – 2015年1月3日 | 2008年再選 再選に失敗 | 34 | 113                                                                                 | 35 | 2010年再選 引退 | 2005年1月3日 – 2017年1月3日 | 共和党 | デイヴィッド・ヴィッター | 28 |
| 27 | ビル・カシディ | 共和党 | 2015年1月3日 – 現職 | 2014年選出 | 35 | 114                                                                                 | 35 | 2010年再選 引退 | 2005年1月3日 – 2017年1月3日 | 共和党 | デイヴィッド・ヴィッター | 28 |
| 27 | ビル・カシディ | 共和党 | 2015年1月3日 – 現職 | 2014年選出 | 35 | 115                                                                                 | 36 | 2016年選出 | 2017年1月3日 – 現職 | 共和党 | ジョン・ニーリー・ケネディ | 29 |
| 27 | ビル・カシディ | 共和党 | 2015年1月3日 – 現職 | 2014年選出 | 35 | 116                                                                                 | 36 | 2016年選出 | 2017年1月3日 – 現職 | 共和党 | ジョン・ニーリー・ケネディ | 29 |
| 27 | ビル・カシディ | 共和党 | 2015年1月3日 – 現職 | 2020年再選 | 36 | 117                                                                                 | 36 | 2016年選出 | 2017年1月3日 – 現職 | 共和党 | ジョン・ニーリー・ケネディ | 29 |
| 27 | ビル・カシディ | 共和党 | 2015年1月3日 – 現職 | 2020年再選 | 36 | 118                                                                                 | 37 | 2022年改選予定 | 2022年改選予定 | 2022年改選予定 | 2022年改選予定 | 2022年改選予定 |
| 27 | ビル・カシディ | 共和党 | 2015年1月3日 – 現職 | 2020年再選 | 36 | 119                                                                                 | 37 | 2022年改選予定 | 2022年改選予定 | 2022年改選予定 | 2022年改選予定 | 2022年改選予定 |
| 2026年改選予定 | 2026年改選予定 | 2026年改選予定 | 2026年改選予定 | 2026年改選予定 | 37 | 120                                                                                 | 37 | 2022年改選予定 | 2022年改選予定 | 2022年改選予定 | 2022年改選予定 | 2022年改選予定 |
| # | 氏名 | 所属政党 | 在職期間 | 選挙歴 | 任 期 |                                                                                     | 任 期 | 選挙歴 | 在職期間 | 所属政党 | 氏名 | # |
| 第2部 | 第2部 | 第2部 | 第2部 | 第2部 | 第2部 | 第3部                                                                               | 第3部 | 第3部 | 第3部 | 第3部 | 第3部 | |